# Деринджер, Генри
Генри Деринджер (англ. Henry Deringer; 26 октября 1786 — 28 февраля 1868) — американский оружейник. Он известен прежде всего тем, что изобрёл и дал своё имя карманному пистолету дерринджер.

## Ранний период жизни
Генри Деринджер родился в Истоне, штат Пенсильвания, 26 октября 1786 года в семье оружейника Генри Деринджера-старшего (1756—1833) и Кэтрин Мак-Кути (1759—1829). Семья переехала в Филадельфию, где Деринджер-старший продолжил работу над винтовкой «Кентукки», которая выпускалась в двух вариантах: как богато украшенная винтовка для охоты и как обычная винтовка для армии США . Отец отправил Деринджера-младшего в Ричмонд, Виргиния к другому оружейнику, чтобы тот стал у него подмастерьем.
Закончив период обучения, Генри Деринджер-младший возвратился в Пенсильванию в 1806 году и открыл оружейный магазин в Филадельфии на Тамаринд-стрит. 5 апреля 1810 года он женился на Элизабет Холлобу. Венчание состоялось в Первой реформатской церкви Филадельфии.
По сведениям адресной книги Филадельфии в 1841 году у Генри Деринджера был в Филадельфии дом с оружейным магазином.

## Работа
В первые годы Генри Деринджер выполнял заказы по военным контрактам, изготавливая военные пистолеты, мушкеты и винтовки. Он производил базовые винтовки моделей 1814 и 1817. Его предприятие выпускало также винтовки, предназначенные для поставки индейским племенам в рамках договорных обязательств США. Специализацией Деринджера были качественные спортивные винтовки и дуэльные пистолеты. К середине 1840-х годов он перестал добиваться правительственных контрактов и стал работать самостоятельно.
В 1825 году Генри Деринджер разработал первый пистолет большого калибра с коротким стволом, который принёс ему и богатство, и славу. В то время пистолеты заряжались с дульной части и были снабжены кремнёвым замком. Пистолет срабатывал от удара кремня, выбивавшего искру, которая поджигала порох на полке, воспламеняя тем самым порох в стволе. Ясно, что такой пистолет производил всего один выстрел, в крайнем случае, два, если пистолет был двухствольным. Более поздние модели использовали для зажигания пороха в стволе ударный капсюль.
В пистолетах собственной конструкции Деринджер одним из первых начал применять ударные капсюли, благодаря чему его пистолеты стали самыми лучшими среди продукции прочих оружейников. Использование капсюлей в самом деле было новшеством: сами капсюли появились в 1820 году, а Деринджер освоил их, скорее всего, уже в середине 1820-х годов, а в 1830-х годах его пистолеты использовали только ударные капсюли.

## Имя и товарный знак
Деринжер никогда не патентовал свои пистолеты и выпускал их в продажу, что называется, со станка. Пистолеты производства Генри Деринджера были очень популярны, поэтому их устройство часто копировали другие производители. Такие пистолеты, конструкция которых была «позаимствована» у Генри Деринджера, стали называть дерринджерами (с удвоенной буквой «р»).
Широко распространённое копирование его изделий, в том числе прямая подделка, раздражали Генри Деринджера. Бо́льшую часть своей деловой жизни он боролся с нарушениями своего авторского права. Дублированием его продукции стали заниматься некоторые из его бывших рабочих, которые, освоив производство фирменного пистолета, покидали компанию и начинали выпускать свои пистолеты, ничем от исходных не отличавшиеся. Некоторые компании выпускали пистолеты Деринджера под слегка отличающимися именами (например, удвоив букву «р» в названии). Одна из таких компаний даже наняла портного по имени Джон Деринджер, только для того, чтобы выпускать огнестрельное оружие под прославленным именем Деринджера.
Юридическая борьба Генри Деринджера против незаконного использования своего имени закончилась решением Верховного суда Калифорнии в его пользу по делу Deringer v. Plate (Деринджер против Плэйта). Это решение стало прецедентным в законодательстве о товарных знаках.

## Смерть
Деринджер умер в 1868 году в возрасте 81 года и был похоронен на кладбище Лорел Хилл в Филадельфии.

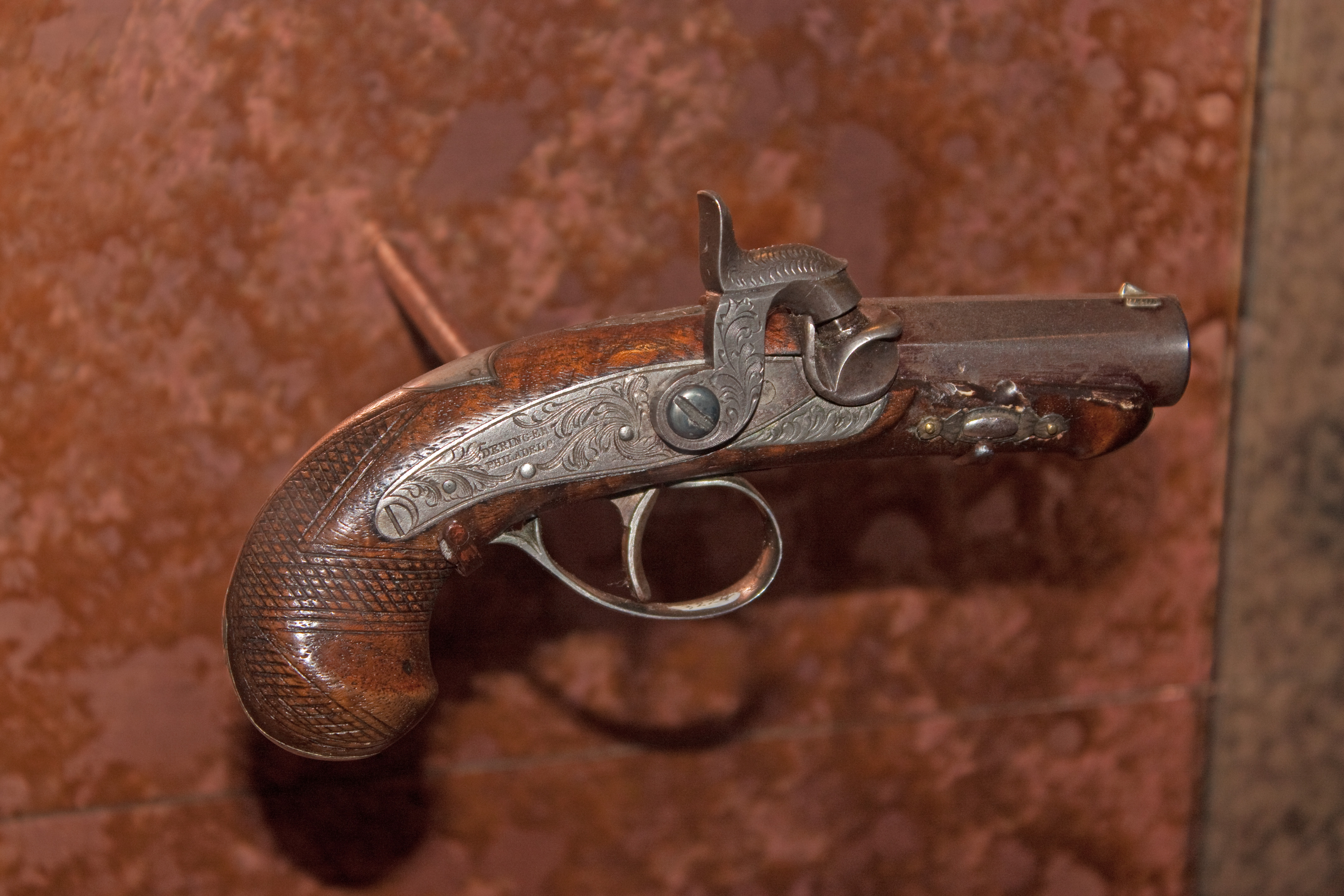
Филадельфия Деринджер Джона Уилкса Бута, из которого был убит Авраам Линкольн.